# ويليس لورنس جيمس
ويليس لورنس جيمس (بالإنجليزية: Willis Laurence James)‏ هو ملحن أمريكي، ولد في 18 سبتمبر 1900، وتوفي في 27 ديسمبر 1966.